# Vernonia platylepis
Vernonia platylepis là một loài thực vật có hoa trong họ Cúc. Loài này được Drake miêu tả khoa học đầu tiên.